# Зграда у Ул. Краља Петра I бр. 9 у Сомбору
Зграда у Ул. Краља Петра I 9 у Сомбору (некадашња улица М. Тита) подигнута је 1860. године и представља непокретно културно добро као споменик културе од великог значаја.

## Изглед зграде
Зграда је подигнута по пројекту Карла Гфелера, док су интервенције на фасади зграде извршене 1866. године по пројекту Антуна Рекла. Припадала је Павлу Станимировићу, трговцу. Строго симетрична фасада са осно постављеном засведеном капијом, изнад које је балкон на конзолама и једноставном зидном пластиком пример је класицистичке грађевине. Правоугаони отвори спрата надвишени су истакнутим архитравима на конзолама и носе плитку флоралну рељефну декорацију. Дворишни трем има отворене аркаде у приземљу и велике засведене отворе на спрату.
Конзерваторски радови изведени су 1967, 1985. и 1997. године.